# Chauffeur Antoinette
Chauffeur Antoinette ist eine 1931 produzierte Liebeskomödie von Herbert Selpin, dessen erste Inszenierung dies war. Charlotte Ander und Hans Adalbert Schlettow spielen die Hauptrollen. Der Geschichte lag ein Bühnenstück von Robert Blum nach einem Roman von Jean de Létraz und Suzette Desty zugrunde.

## Handlung
Antoinette Peterson ist eine hübsche junge Frau, bereits verwitwet aber sehr dynamisch, gut situiert und sportlich aktiv. Sie besitzt sogar, für Frauen zu dieser Zeit recht ungewöhnlich, einen eigenen Führerschein mitsamt Auto. Eines Tages verspekuliert sie sich bei einem Geschäft und ist in kürzester Zeit pleite. Antoinette muss sogar ihre Villa und das Fahrzeug verkaufen. Als sie eines Tages auf der Landstraße einen Mann kennen lernt, dessen Fahrzeug liegen geblieben ist, kann Antoinette ihm helfen und den Fehler beheben. Sie weiß nicht, dass der ihr fremde Mann ein gewisser William P. Harrison ist, durch dessen Spekulation sie all ihr Vermögen verloren hat. Bald darauf sehen sich beide wieder, denn Harrison ist auch der Käufer ihres Hauses. Er bietet der nunmehr stellungs- und kapitallosen Antoinette einen Job als seine Fahrerin an. Aus Miss Peterson wird Chauffeur Antoinette.
Mit dieser neuen Anstellung ist zugleich eine Wette verbunden: Wenn Antoinette drei Monate lang anstandslos ihren Fahrerin-Job bei ihm erledigen wird, wolle er sich bereit zeigen, ihr verloren gegangenes Vermögen an sie zurückzubezahlen. Fortan unternimmt der Spekulant alles, um Antoinette die Wette nicht gewinnen zu lassen, doch sie ist cleverer und erlaubt sich keinen Fehler. Am Ende muss er anstandslos eingestehen, dass sie ihre Arbeit einwandfrei erledigt hat, und da sich beide in der Zwischenzeit ineinander verliebt haben, können sie ihr gemeinsames Leben beginnen, ohne dass die Finanzen eine Rolle spielen. 

## Produktionsnotizen
Chauffeur Antoinette entstand in den Jofa-Ateliers von Berlin-Johannisthal zwischen dem 9. und dem 23. September 1931. und wurde am 15. Januar 1932 in Berlins Atrium-Kino uraufgeführt.
Hans Friedländer übernahm die Produktionsleitung. Die musikalische Bearbeitung der Kompositionen von Ralph Benatzky lag in den Händen von Fritz Freed (=Friedrich Goldbaum). Erich Czerwonski schuf die Filmbauten. Eugen Klagemann schoss die Standfotos. Hermann Birkhofer und Eugen Hrich kümmerten sich um den Ton.
Von Chauffeur Antoinette wurde auch eine französischsprachige Fassung unter dem Titel Conduizez-moi, Madame mit rein französischen Darstellern gedreht. Diese Version lief Mitte November 1932 in Paris an. Die englischsprachige Fassung hieß The Love Contract und hatte rein englische Schauspieler. Beide Versionen wurden ebenfalls von Selpin inszeniert.  

## Musiktitel
Folgende Musiktitel wurden gespielt:
- Antoinette, sei nicht so kokett!
- Nur auf sich selber verlassen

## Kritik
Die Österreichische Film-Zeitung fand, die „Rolle der Antoinette spielt Charlotte Ander mit ausgezeichnetem Humor.“